# リヤ・ケベデ
リヤ・ケベデ（Liya Kebede, 1978年1月3日 - ）は、エチオピア・アディスアベバ出身のスーパーモデル・女優。現在、最も成功しているアフリカ系ファッションモデルの一人。ニューヨーク在住。

## 人物
アディスアベバでリセに通っていたとき、フランスのエージェンシーにスカウトされる。エチオピアでショーに出たときは、自分の靴でランウェイを歩いたという。
ニューヨークへ移ってから、注目を集める。きっかけは、グッチの2000年秋冬コレクションで、トム・フォードにキャンペーン・モデルとして抜擢されたことだった。
2003年、エスティ・ローダーの化粧品のモデルとなる。同社の57年の歴史で、初めての有色人種のモデルとなり、話題を呼んだ。
アメリカ、イギリス、スペイン、日本の各国版『ヴォーグ』誌、『ハーパース・バザー』誌、『I-D』誌の表紙モデルとなった。ヴィクトリアズ・シークレットのモデルはもちろんだが、オートクチュールやハイファッションブランドのショーに数多く出演している。キャンペーンモデルとして、GAP、イヴ・サンローラン、エマニュエル・ウンガロ、トミーヒルフィガー、ドルチェ&ガッバーナ、エスカーダ、ルイ・ヴィトンの広告に登場した。
私生活では、2000年にエチオピア人ヘッジファンド・マネージャーのカッシー・ケベデと結婚。1男1女の母である。
2005年、世界保健機関から、妊婦・新生児・幼児のための親善大使に任命され、活動している。

## フィルモグラフィ
- ロード・オブ・ウォー Lord of War (2005)
- グッド・シェパード The Good Shepard (2006)
- デザート・フラワー Desert Flower (2009) ワリス・ディリー役
- Black Gold (2011)
- Sur la piste du marsupilami (2012)
- 鑑定士と顔のない依頼人 La migliore offerta (2013) サラ役
- サンバ Samba (2014) マガリ役
- シティーハンター THE MOVIE 史上最香のミッション Nicky Larson et le Parfum de Cupidon (2019) ドミニク・ルテリエ役